# (36127) 1999 RJ150
1999 RJ150 (asteroide 36127) é um asteroide da cintura principal. Possui uma excentricidade de 0.14502710 e uma inclinação de 7.63662º.
Este asteroide foi descoberto no dia 9 de setembro de 1999 por LINEAR em Socorro.